# Ptilotrichum lapeyrouseanum
Ptilotrichum lapeyrouseanum là một loài thực vật có hoa trong họ Cải. Loài này được (Jord.) Jord. miêu tả khoa học đầu tiên năm 1903.